# La estrella más hermosa
La estrella más hermosa (美しい星 Utsukushī hoshi?) es una novela larga de Yukio Mishima. Se trata de una novela de ciencia ficción, algo único en la literatura de Mishima, y se sitúa en el contexto del miedo a la extinción humana debido a las armas nucleares y la visión del fin del mundo durante la Guerra Fría, cuando fue escrita, y representa a los humanos vistos desde una perspectiva cósmica. 
El debate entre los extraterrestres que desean la extinción de la humanidad y los extraterrestres que intentan salvarla del borde de la extinción está inspirado en El gran inquisidor de Fiódor Dostoievski. 
Es una novela a la que el propio Mishima estaba muy apegado.

## Sinopsis
La estrella más hermosa es una comedia negra de ciencia ficción que relata la historia de la familia Osugi (大杉 Ōsugi?), quienes descubren que cada uno de sus miembros proviene de un planeta distinto. El padre es oriundo de Marte, la madre viene de Júpiter, el hijo procede de Mercurio y la hija de Venus. Este sorprendente conocimiento extraterrestre los motiva a unirse en una misión común: encontrar a otros seres como ellos para salvar a la humanidad de la devastación causada por la amenaza de la bomba atómica.
Esta original novela ofrece una perspectiva poco convencional del destacado escritor japonés del siglo XX, quien explora la cuestión de si el ser humano, responsable de la degradación de este hermoso planeta, merece continuar existiendo.